# Agrilus bonvouloirii
Agrilus bonvouloirii es una especie de insecto del género Agrilus, familia Buprestidae, orden Coleoptera.
Fue descrita científicamente por Murray, 1868.